# مارك إي. واتسون الثالث
مارك إي. واتسون الثالث (بالإنجليزية: Mark E. Watson III)‏ هو شخصية أعمال أمريكي، ولد في 2 مايو 1964 في سان أنطونيو في الولايات المتحدة.